# Dąbrówka Mała, Olsztyn County
Dąbrówka Mała [dɔmˈbrufka ˈmawa] (tiếng Đức: Klein Damerau) là một khu định cư ở khu hành chính của Gmina Barczewo, thuộc huyện Olsztyński, Warmińsko-Mazurskie, ở miền bắc Ba Lan.
Trước năm 1772, khu vực này là một phần của Vương quốc Ba Lan. Từ 1772 đến năm 1945, nó là một phần của Phổ và Đức (Đông Phổ).